# Kerry Bogponny
Kerry Bogponnyn är en liten hästras som härstammar från Irland. Rasen är en liten men förvånansvärt stark ponny som användes till transport över myrlandskap, därav namnet då Bog är det engelska namnet för myrmarker. Rasen dog nästan ut under 1900-talet med enbart 20 individer men kontrollerad avel har ökat antalet till ca 400 ponnyer. 

## Historia
Kerry Bog ponnyn har fått sitt namn både från området Kerry på Irland där de först utvecklades och Bog som är det engelska ordet för myr. Dessa ponnyer användes bland annat för att hämta torv på myren i Kerry och inom lätt jordbruk eller som körhäst åt familjerna som ägde dem. 
Under 1900-talet höll rasen på att försvinna helt på grund av mekanisering av jordbruken och som lägst var antalet hästar så få som 20 stycken på Irland. Rasen blev räddad tack vare John Mulvihill som arbetade hårt för att få rasen att bevaras och avlas upp på nytt. Han fick hjälp av en annan man vid namn John Flynn som jobbade på Irlands officiella register för det engelska fullblodet. Tillsammans tog de DNA-prov på ponnyerna som visade att de hade ett unikt genetiskt band och bevisade på så vis att ponnyerna faktiskt var en helt egen unik ras och inte en typ av olika sorters ponnyer. DNA togs från nästan alla överlevande Kerry Bogponnyer och arkiverades. Med hjälp av detta kunde man bevisa renrasigheten hos ponnyerna så att de kunde räddas. 
År 1996 exporterades den första Kerry Bogponnyn, "Dempsey Bog" till England. Samma ponny kom senare tillbaka till Irland för att vinna titlarna i flera utställningar och shower för Kerry Bogponnyer. Detta ledde till ökat intresse och ponnyer har importerats bland annat Spanien, Tyskland och USA. Antalet ponnyer räknas nu som lite över 400 registrerade exemplar.

## Egenskaper
Kerry Bogponnyn är mest känd för sin otroliga styrka som den lilla ponnyn besitter. De har en naturlig sundhet och är stabila, lugna och tålmodiga. De är även kända för sin säkerhet på foten och de hårda, tåliga hovarna. Pälsen blir otroligt tjock på vintern för att motstå kyla, dåligt väder och vind. 
Idag är ponnyerna mest populära som ridponnyer för små barn med sitt lugna temperament men även till utställning och lättare körning. Ponnyerna är väl proportionerade med små huvuden med rak nosprofil, mandelformade, snälla ögon och små öron. Ponnykaraktären är påtaglig hos Kerry bogponnyerna.